# Víctor Sánchez del Real
Víctor Manuel Sánchez del Real (Ceuta, 23 de noviembre de 1969) es un político, empresario y comunicador español. Diputado por Badajoz en las XIII y la XIV legislatura.

## Biografía
Nacido en Ceuta en 1969, es hijo de un médico militar español de origen motrileño y una mujer que destacó como directiva en los años 50. Los destinos de su padre le llevaron a vivir en Ceuta, Alicante, Barcelona y Madrid. Estudió en colegios e institutos públicos, como el Salzillo-Valle Inclán de Móstoles y terminó COU en un intercambio en Estados Unidos, residiendo en ese país en varias fases de su vida. Inició su carrera profesional como periodista y ha sido empresario y directivo de empresas de comunicación, también ha sido profesor de diversas asignaturas de comunicación en el ámbito universitario y de posgrado en centros como ICADE, IE-University, entre otras.
Es miembro del partido VOX, del que es uno de sus fundadores y del que fue vicesecretario de comunicación, siendo considerado uno de sus ideólogos aunque se ha mantenido fuera del foco de atención, pese a haber sido uno de los principales oradores de las asambleas y eventos nacionales del partido. Fue el coordinador de la campaña de las elecciones andaluzas de 2018, donde VOX consiguió sus primeros parlamentarios. Resultó elegido diputado por la circunscripción de Badajoz en las legislaturas XIII y XIV. Para las elecciones generales de 2023 no fue incluido en las listas de Vox para el Congreso.

## Vida personal
Casado desde 1999, es padre de cuatro hijos. 